# Hyphodontia setulosa
Hyphodontia setulosa är en svampart som först beskrevs av Berk. & M.A. Curtis, och fick sitt nu gällande namn av Maas. Geest. 1974. Hyphodontia setulosa ingår i släktet Hyphodontia och familjen Schizoporaceae.   Inga underarter finns listade i Catalogue of Life.